# Università di medicina di Tirana
L'Università di medicina di Tirana (in albanese Universiteti i Mjekësisë, Tiranë, in acronimo UMT o Umed) è un'università statale albanese specializzata in medicina con sede a Tirana, adiacente all'Ospedale Madre Teresa.

## Storia
Nel 1952 fu fondato a Tirana l'Istituto superiore di medicina per la formazione di medici di medicina generale; tale istituto fu poi incorporato nel 1957 nell'Università Statale di Tirana. Nel 2004 l'ateneo ha assorbito anche la Scuola superiore di infermieristica di Tirana, fondata nel 1994.
Nel 2013 il Consiglio dei ministri ha deliberato lo scorporo delle Facoltà di Medicina e Scienze tecniche mediche, trasformandola in università indipendente sotto il patrocinio del governo; prima rettrice è stata la professoressa Jera Kruja, prima donna a ricoprire l'incarico di rettore in un'università pubblica albanese. L'università è stata riorganizzata nel 2016.

## Facoltà e dipartimenti
L'università è composta da tre facoltà:
- Facoltà di Medicina
- Facoltà di Scienze tecniche mediche
- Facoltà di Odontoiatria

## Rettori
- Jera Kruja (2013-2014)
- Ali Refatllari (2014-2015)
- Arben Gjata (2015-2024)
- Xheladin Draçini (dal 2024)